# Ennio Marchetto
Ennio Marchetto (Venetië, 20 februari 1960) is een Italiaanse komiek, mime- en verkleedkunstenaar.
Sinds 18 jaar toert hij met zijn onemanshow in theaters en televisieprogramma's over de hele wereld. Zijn liveshow is door meer dan één miljoen mensen bekeken in ruim 80 verschillende landen. De show heeft meerdere internationale onderscheidingen en nominaties ontvangen.
Alleen op het toneel, en zonder enige hulp achter de schermen, wisselt hij bijna iedere minuut van personage, vaak in het zicht van het publiek en zonder zich te verbergen achter doeken.
Al zijn kostuums, pruiken en accessoires zijn gemaakt van papier en karton en zijn tweedimensionaal. 
Zijn repertoire bestaat uit meer dan 350 verschillende personages, van bekende popzangers tot operasterren, van kunstwerken tot mythologische figuren. Buiten zijn klassieke nummers, voegt hij vaak elementen toe die actueel zijn. Ook wordt de show voor ieder land aangepast met lokaal bekende sterren.

## Biografie
Ennio Marchetto werd geboren tegenover het huis van Carlo Goldoni. In zijn kindertijd waren de tekenfilms van Disney en het Carnaval van Venetië zijn eerste bronnen van inspiratie.
Als tiener woonde hij verschillende workshops van Lindsey Kemp en dansvoorstellingen van Pina Bausch bij. Deze shows hebben hem aangezet om zijn eigen vorm van theater te ontwikkelen.
In het begin van de jaren 80 maakte hij kostuums van afvalmateriaal voor het toen net opgestarte Carnaval in Venetië. 
In die tijd werkte hij in de reparatiezaak voor espressomachine van zijn vader. Het was daar dat hij tijdens zijn vele dagdromen een visie had van Marilyn Monroe geheel gekleed in papier. Dezelfde dag heeft hij zijn eerste papieren kostuum gecreëerd waar hij zijn familie en vrienden, maar ook mensen op straat mee vermaakte.
Na het winnen van de plaatselijke "Leone d'Oro" tijdens het Karneval, deed hij in 1987 mee aan een belangrijke prijsuitreiking voor nieuwe komieken, de "Zanzara d'Oro" in Bologna. Met drie verschillende nummers in papieren kostuums werd hij met de hoogste prijs onderscheiden. Verschillende televisie- en cabaretoptredens volgden.
Zijn eerste theateroptreden was met een show die door Daniele Sala was geschreven en geregisseerd. Het toneelstuk ging over het leven van de verkleedkunstenaar Leopoldo Fregoli die in het begin eeuw in heel Europa bekendheid kreeg door zijn unieke optredens. In dit solo-optreden reciteerde en zong Marchetto en verkleedde hij zich. Dit vond hij zelf te veel en hij besloot om zich geheel op het verkleden te concentreren.
Tijdens de laatste voorstelling kwam hij in contact met de Nederlandse ontwerper Sosthen Hennekam. Samen hebben ze de huidige formule voor de show ontwikkeld. Sosthen bracht vele nieuwe elementen in de show, zoals het vouwen van kostuums, net als origami zodat één kostuum zich in verschillende kostuums kon veranderen.
Na een aantal maanden hadden ze genoeg materiaal voor een 70 minuten durende show waarmee ze op verschillende festivals en theaterpodia optraden.
In 1989 kwam de internationale doorbraak met optredens tijdens het festival Edinburgh Fringe. De show kreeg van alle critici lof en werd in een week de "cult" hit van het festival. Gedurende het festival kreeg Marchetto meerdere internationale aanbiedingen; het Just for Laughs Festival in Montreal, een maand optreden in het West-End van Londen, een tour in Australië en de Verenigde Staten.
In 1994 werd hij samen met zijn partner Sosthen genomineerd voor een Laurence Olivier Award voor hun voorstelling die op dat moment in het Whitehall Theatre speelde.
Hetzelfde jaar maakte de Britse televisiezender Channel 4 een documentaire over Ennio's leven en carrière, genaamd Celebrations, Paper Marilyn.
Een jaar later trad hij op samen met verschillende internationale artiesten zoals Björk, Prince en George Michael gedurende de eerste MTV Music Awards in Berlijn. Voor zijn optredens in Parijs en Cannes kreeg Ennio de prijs "Performance d'Acteur" en in Barcelona de journalistenprijs "Sebastia Gasch". Een tournee met de Britse popgroep Erasure bezorgde Marchetto een optreden in de Radio City Music Hall in New York.
In 1989 trad hij op samen met andere artiesten, waaronder de Spice Girls en Bryan Adams tijdens het jaarlijkse "Royal Variety Show" in Londen, in het bijzijn van de Britse koninklijke familie.
Hetzelfde jaar trad hij ook op voor de Nederlandse koninklijke familie op de verjaardag van koningin Beatrix en prins Pieter van Vollenhoven.
Voor zijn off-Broadway optredens in 199. kreeg de show een nominatie voor een Drama Desk Award, na de Tony Awards de belangrijkste onderscheiding voor theater in Amerika. In Los Angeles, waar de voorstelling vier maanden in het Geffen Playhouse op de planken stond, kreeg deze een Garland Award voor kostuumontwerp.
In 2004 werd hij door de Engelse zanger Morrissey gevraagd om op te treden tijdens het door hem georganiseerde festival "Meltdown" in het South Bank Centre in Londen. Hetzelfde jaar trad hij voor de tweede keer op tijdens de Royal Variety Show.
In 2005 tijden de festiviteiten rond de 200ste geboortejaar van Hans Christiaan Andersen trad Ennio op voor 40.000 toeschouwers in het Parken Stadium in Kopenhagen. Andere gasten in die show waren Olivia Newton John, Isabel Allende, Tina Turner, Jean Michel Jarre en Roger Moore.
In 2006 creëerde Marchetto een speciale kerstshow voor London's South Bank Centre, waarmee hij ook in 2007 terugkeerde. Voor kerstmis 2008 ging de show naar Berkeley Repertory theatre in Californië.
Marchetto is vaak te gast bij de Italiaanse televisie La7 tijdens de show Markette. Sky TV heeft de rechten verworven om zijn live theatershow verschillende malen uit te zenden gedurende 2008.
In 2008 was hij te zien als John Travolta in papier in de muziekvideo van het Amerikaanse duo Blow-Up. De video is gefilmd in de straten van Istanbul onder regie van Sosthen Hennekam.
De voorstelling is ook meerdere malen in Nederland te zien geweest; in 2004 trad hij een maand op voor een uitverkochte zaal in het Nieuwe de la Mar Theater te Amsterdam. In 2007 was de show in Rotterdam in het Luxor Theater, in Amsterdam in De Kleine Komedie en andere theaters in het land. Ook was hij te zien op televisie, onder andere bij Ivo Niehe en in Raymann is Laat.
In 2011 werd hij uitgenodigd door het New York Musical Theatre Festival in New York, waar hij ook genomineerd werd voor een prijs. In 2012 was hij regelmatig te gast in het populaire tv-programma Zelig op het Italiaanse Canale 5. In datzelfde jaar werd hem ook gevraagd mee te doen aan het programma Beat The Best op RTL 4.

## Onderscheidingen
- Laurence Olivier Award (nominatie Best Entertainment)
- Drama Desk Award (nominatie "Unique Theatrical Experience", New York)
- Leone d'Oro (Entertainment festival of venice)
- Garland Award (Best Costume Design, Los Angeles)
- Sebastià Gasch (Press Award, Barcelona)
- Performance d'Acteur (Best show, Cannes)
- Zanzara d'Oro (Best new comedian, Bologna)
- IRNE nomination (best solo performance at a large theatre, Boston 2008)
- NYMF-award voor "Outstanding Performance", New York Musical Theatre Festival, New York 2011